# Grupo de Arraiolos
O Grupo de Arraiolos é o termo usado para designar o grupo constituído por chefes de estado, com ou sem funções executivas, de países da União Europeia que se reúne anualmente de forma informal. Os seus integrantes são chefes de estado de repúblicas parlamentares ou semipresidenciais (e não de monarquias constitucionais ou repúblicas presidencialistas) cujas atribuições constitucionais podem variar entre puramente cerimoniais ou consideravelmente executivas. Os temas abordados concernem o estado atual e o desenvolvimento futuro da UE, bem como a abordagem aos desafios da globalização.
A primeira cimeira do grupo foi organizada em 2003, na vila alentejana de Arraiolos, pelo então presidente da República Portuguesa Jorge Sampaio, que convidou os presidentes da Finlândia e da Alemanha e dos países prestes a se tornarem membros da UE Hungria, Letónia e Polónia, para discutir as consequências do alargamento da União Europeia em 2004 e planos para uma Constituição Europeia.
A seguir à reunião de 2005, os sete presidentes participantes escreveram um artigo conjunto intitulado Unidos pela Europa sobre a sua conceção da comunidade europeia. O artigo foi publicado a 15 de julho de 2005 pelos jornais Diena, Frankfurter Allgemeine Zeitung, Gazeta Wyborcza, Público, Helsingin Sanomat, la Repubblica e Der Standard, publicações de referência nos respetivos países.
Os países que já participaram em reuniões do grupo são: Alemanha, Áustria, Bulgária, Croácia, Eslováquia, Eslovénia, Estónia, Finlândia, Grécia, Hungria, Irlanda, Itália, Letónia, Malta, Polónia e Portugal.
O termo é usado amplamente na comunicação social de referência portuguesa e estrangeira, assim como no sítio oficial do Estado português e Conselho da Europa.

## Reuniões e participantes
| Lista |
| - Alargamento da União Europeia - Política externa e de segurança comum - Desenvolvimento económico-social - Cidadania europeia |

| Lista |
| - Alemanha (Johannes Rau) - Finlândia (Tarja Halonen) - Hungria (Ferenc Mádl) - Letónia (Vaira Vīķe-Freiberga) - Polónia (Aleksander Kwaśniewski) - Portugal (Jorge Sampaio) |

| Lista                                                                                                |
| - Competitividade e Europa social - Globalização e Europa - Política de vizinhança da União Europeia |

| Lista |
| - Alemanha (Horst Köhler) - Áustria (Heinz Fischer) - Finlândia (Tarja Halonen) - Letónia (Vaira Vīķe-Freiberga) - Portugal (Jorge Sampaio) |

| Lista                                                                  |
| - A identidade da Europa - A relevância da Europa - O futuro da Europa |

| Lista |
| - Alemanha (Horst Köhler) - Áustria (Heinz Fischer) - Finlândia (Tarja Halonen) - Hungria (Ferenc Gyurcsány, PM) - Itália (Carlo Azeglio Ciampi) - Letónia (Vaira Vīķe-Freiberga) - Portugal (Jorge Sampaio) |

| Lista                                                                         |
| - A Europa como ator global - Futuro da Europa - Vivendo na Europa e no mundo |

| Lista |
| - Alemanha (Horst Köhler) - Áustria (Heinz Fischer) - Finlândia (Tarja Halonen) - Hungria (László Sólyom) - Itália (Giorgio Napolitano) - Letónia (Vaira Vīķe-Freiberga) - Polónia (Lech Kaczyński) - Portugal (Aníbal Cavaco Silva) |

| Lista |
| - Perspetivas europeias à luz do Tratado de Lisboa - Questões de política externa e de segurança da União Europeia |

| Lista |
| - Alemanha (Horst Köhler) - Áustria (Heinz Fischer) - Finlândia (Tarja Halonen) - Hungria (László Sólyom) - Itália (Giorgio Napolitano) - Letónia (Valdis Zatlers) - Polónia (Lech Kaczyński) - Portugal (Aníbal Cavaco Silva) |

| Lista |
| - As eleições europeias e o seu impacto nas perspetivas da União Europeia - A crise económica, as suas consequências e a atuação da União Europeia e da comunidade internacional - A política externa da nova administração norte-americana, a política europeia de segurança e defesa e a segurança pan-europeia |

| Lista |
| - Alemanha (Horst Köhler) - Áustria (Heinz Fischer) - Hungria (László Sólyom) - Itália (Giorgio Napolitano) - Portugal (Aníbal Cavaco Silva) |

| Lista |
| - A cooperação económica macrorregional no quadro da União Europeia - O multiculturalismo e a identidade europeia - fenómenos de assimilação e integração - A Estratégia Europa 2020 e os novos desafios para a União Europeia |

| Lista |
| - Alemanha (Christian Wulff) - Áustria (Heinz Fischer) - Eslovénia (Danilo Türk) - Finlândia (Tarja Halonen) - Hungria (Pál Schmitt) - Itália (Giorgio Napolitano) - Letónia (Valdis Zatlers) - Polónia (Bronisław Komorowski) - Portugal (Aníbal Cavaco Silva) |

| Lista |
| - As forças e os interesses da Europa no contexto global - Tolerância e combate à discriminação - A vizinhança da Europa a sul |

| Lista |
| - Alemanha (Christian Wulff) - Áustria (Heinz Fischer) - Eslovénia (Danilo Türk) - Finlândia (Tarja Halonen) - Hungria (Pál Schmitt) - Itália (Giorgio Napolitano) - Letónia (Andris Bērziņš) - Portugal (Aníbal Cavaco Silva) |

| Lista |
| - Saídas para a crise na Europa - Relações transatlânticas União Europeia-Estados Unidos - Parceria Oriental |

| Lista |
| - Alemanha (Joachim Gauck) - Bulgária (Rosen Plevneliev) - Eslovénia (Borut Pahor) - Estónia (Toomas Hendrik Ilves) - Finlândia (Sauli Niinistö) - Itália (Giorgio Napolitano) - Letónia (Andris Bērziņš) - Polónia (Bronisław Komorowski) - Portugal (Aníbal Cavaco Silva) |

| Lista |
| - Energia - Imigração - O papel da investigação e inovação na promoção do crescimento, da competitividade e na criação de emprego |

| Lista |
| - Alemanha (Joachim Gauck) - Áustria (Heinz Fischer) - Bulgária (Rosen Plevneliev) - Estónia (Toomas Hendrik Ilves) - Finlândia (Sauli Niinistö) - Hungria (János Áder) - Letónia (Andris Bērziņš) - Polónia (Bronisław Komorowski) - Portugal (Aníbal Cavaco Silva) |

| Lista                                                                                         |
| - A Reforma e o seu impacto na Europa - Reforçar a coesão na Europa - Educação e participação |

| Lista |
| - Alemanha (Joachim Gauck) - Áustria (Heinz Fischer) - Bulgária (Rosen Plevneliev) - Eslovénia (Borut Pahor) - Estónia (Toomas Hendrik Ilves) - Finlândia (Sauli Niinistö) - Itália (Sergio Mattarella) - Letónia (Raimonds Vējonis) - Malta (Marie Louise Coleiro Preca) - Polónia (Andrzej Duda) - Portugal (Aníbal Cavaco Silva) |

| Lista |
| - Como aumentar a confiança na União Europeia num período de riscos crescentes e de uma ordem internacional instável? - Os Balcãs – A transformação histórica de um campo de jogos dos interesses das grandes potências numa parte integrante da Europa unida |

| Lista |
| - Alemanha (Joachim Gauck) - Bulgária (Rosen Plevneliev) - Eslovénia (Borut Pahor) - Finlândia (Sauli Niinistö) - Hungria (János Áder) - Itália (Sergio Mattarella) - Letónia (Raimonds Vējonis) - Malta (Marie Louise Coleiro Preca) - Polónia (Andrzej Duda) - Portugal (Marcelo Rebelo de Sousa) |

| Lista |
| - Reclamar por uma Europa Social na sombra de uma economia global predatória - Gerindo desafios de segurança na área euromediterrânica |

| Lista |
| - Alemanha (Frank-Walter Steinmeier) - Áustria (Alexander van der Bellen) - Bulgária (Rumen Radev) - Croácia (Kolinda Grabar-Kitarović) - Eslovénia (Borut Pahor) - Estónia (Kersti Kaljulaid) - Grécia (Prokópis Pavlópoulos) - Hungria (János Áder) - Itália (Sergio Mattarella) - Letónia (Raimonds Vējonis) - Malta (Marie Louise Coleiro Preca) - Polónia (Andrzej Duda) - Portugal (Marcelo Rebelo de Sousa) |

| Lista                                   |
| - Resiliência social - Futuro da Europa |

| Lista |
| - Alemanha (Frank-Walter Steinmeier) - Áustria (Alexander van der Bellen) - Bulgária (Rumen Radev) - Croácia (Kolinda Grabar-Kitarović) - Eslovénia (Borut Pahor) - Estónia (Kersti Kaljulaid) - Finlândia (Sauli Niinistö) - Grécia (Prokópis Pavlópoulos) - Itália (Sergio Mattarella) - Letónia (Raimonds Vējonis) - Malta (Marie Louise Coleiro Preca) - Polónia (Andrzej Duda) - Portugal (Marcelo Rebelo de Sousa) |

| Lista |
| - Enfrentar eficazmente as crises económica e migratória - Enfrentar em conjunto os atuais desafios de segurança da União Europeia e dos seus estados-membros |

| Lista |
| - Alemanha (Frank-Walter Steinmeier) - Bulgária (Rumen Radev) - Croácia (Kolinda Grabar-Kitarović) - Eslovénia (Borut Pahor) - Estónia (Kersti Kaljulaid) - Grécia (Prokópis Pavlópoulos) - Hungria (János Áder) - Irlanda (Michael Higgins) - Itália (Sergio Mattarella) - Letónia (Egils Levits) - Malta (George Vella) - Polónia (Andrzej Duda) - Portugal (Marcelo Rebelo de Sousa) |

| Lista |
| - A União Europeia no caminho para a autonomia estratégica - responsabilidades e oportunidades - A contribuição da União Europeia para o multilateralismo no mundo pós-pandemia |

| Lista |
| - Alemanha (Frank-Walter Steinmeier) - Áustria (Alexander van der Bellen) - Bulgária (Rumen Radev) - Croácia (Zoran Milanović) - Eslovénia (Borut Pahor) - Estónia (Kersti Kaljulaid) - Finlândia (Sauli Niinistö) - Grécia (Katerina Sakellaropoulou) - Hungria (János Áder) - Irlanda (Michael Higgins) - Itália (Sergio Mattarella) - Letónia (Egils Levits) - Malta (George Vella) - Polónia (Andrzej Duda) - Portugal (Marcelo Rebelo de Sousa) |

| Lista |
| - Avaliação da eficácia da União Europeia enquanto ator global perante as ameaças iminentes em particular nas Vizinhanças Sul e a Leste - A União Europeia no centro do ideal de justiça social global |

| Lista |
| - Alemanha (Frank-Walter Steinmeier) - Eslováquia (Zuzana Čaputová) - Eslovénia (Borut Pahor) - Estónia (Alar Karis) - Grécia (Katerina Sakellaropoulou) - Hungria (Katalin Novák) - Irlanda (Michael Higgins) - Itália (Sergio Mattarella) - Letónia (Egils Levits) - Malta (George Vella) - Polónia (Andrzej Duda) - Portugal (Marcelo Rebelo de Sousa) |

| Lista                                                                                             |
| - A UE e a situação na Ucrânia - O caminho para as eleições europeias e outros desafios para a UE |

| Lista |
| - Bulgária (Rumen Radev) - Croácia (Zoran Milanović) - Eslovénia (Nataša Pirc Musar) - Estónia (Alar Karis) - Finlândia (Sauli Niinistö) - Grécia (Katerina Sakellaropoulou) - Hungria (Katalin Novák) - Irlanda (Michael Higgins) - Itália (Sergio Mattarella) - Letónia (Edgars Rinkevics) - Malta (George Vela) - Polónia (Andrzej Duda) - Portugal (Marcelo Rebelo de Sousa) |

| Lista |
| - O reforço das relações transatlânticas à luz dos desafios globais - Potencial adesão da Ucrânia, da Moldova, da Geórgia e dos Estados dos Balcãs Ocidentais à União Europeia |

| Lista |
| - Alemanha (Frank-Walter Steinmeier) - Bulgária (Rumen Radev) - Croácia (Zoran Milanović) - Eslováquia (Peter Pellegrini) - Eslovénia (Nataša Pirc Musar) - Estónia (Alar Karis) - Grécia (Katerina Sakellaropoulou) - Hungria (Tamás Sulyok) - Itália (Sergio Mattarella) - Letónia (Edgars Rinkēvičs) - Polónia (Andrzej Duda) |